# 쪼 꼬 꼬
쪼 꼬 꼬(버마어: ကျော်ကိုကို, 1992년 12월 20일~)는 미얀마의 축구 선수로 36골의 묘 흘라잉 윈, 19골의 소에 미얏 민에 이어 미얀마 대표팀 내에서 3번째로 국제 A매치 최다 득점 기록을 보유하고 있다.

## 클럽 경력
2010년 제야슈웨메 FC에서 데뷔 후 2011년 미얀마 올해의 선수상에 선정되는 영예를 안았고 이후 2013년 양곤 유나이티드로 이적하여 6년간 팀의 주축 공격수로 활약하며 미얀마 내셔널리그 3회 우승(2013, 2015, 2018) 및 3회 준우승(2014, 2016, 2017), 제너럴 아웅산 쉴드 2회 연속 준우승(2016, 2017), MFF 채리티컵 3회 우승(2013, 2016, 2018) 및 2회 준우승(2016, 2017) 등에 힘을 실어주었으며 2018년에는 태국 리그 1의 치앙라이 유나이티드로 임대 이적하여 그 해 태국 챔피언스컵 우승을 경험했다. 
그리고 2019년 사뭇쁘라깐 시티의 임대 선수로 활동했고 2020년부터 2021년까지는 수코타이 FC와 치앙마이 유나이티드에서 활동하다가 2021년 태국 리그 2의 쁘래 유나이티드에서 활동한 뒤 2022년 같은 태국 2부 리그팀인 라용 FC로 이적했다.

## 국가대표팀 경력
2009년부터 2013년까지 미얀마 U-23 대표팀의 일원으로 15경기 10골을 기록했고 특히 2011년 동남아시아 경기 대회에서 5골을 터뜨리며 팀의 동메달 획득을 이끌었다.
2010년 미얀마 A대표팀에 첫 발탁된 이후 2014년 AFC 챌린지컵 A조 조별리그 1차전에서 개최국 몰디브를 상대로 A매치 데뷔 4년만에 첫 득점을 멀티골로 신고하며 팀의 3-2 승리를 이끌었으나 팀은 이후 2경기를 모두 내주며 A조 최하위로 조별리그에서 탈락했다. 
그 뒤 2014년 필리핀 피스컵에 출전하여 개최국인 필리핀과의 결승전에서 선제골을 뽑아내며 팀 우승의 결정적인 역할을 수행한 뒤 2014년 AFF 스즈키컵 예선에서 3골을 터뜨려 팀의 본선 진출을 이끌었으나 본선에서 1무 2패·B조 최하위라는 초라한 성적으로 탈락의 고배를 마셨으며 2019년까지 A매치 통산 53경기 16골을 기록했다.

## 수상

### 클럽
양곤 유나이티드
- 미얀마 내셔널리그 : 우승 (2013, 2015), 준우승 (2014, 2016, 2017)
- MFF컵 : 준우승 (2016, 2017)
- MFF 채리티컵 : 우승 (2016), 준우승 (2014)

 치앙라이 유나이티드
- 태국 챔피언스컵 : 우승 (2018)

### 국가대표팀
미얀마 U-23
- 동남아시아 경기 대회 : 동메달 (2011)

 미얀마
- 필리핀 피스컵 : 우승 (2014)

### 개인
- 미얀마 올해의 선수 : 2011